# Course en ligne masculine aux championnats du monde de cyclisme sur route 2015
Navigation
Ponferrada  2014 Doha 2016
La course en ligne masculine des championnats du monde de cyclisme sur route 2015 a lieu le 27 septembre 2015 dans la région de Richmond, aux États-Unis. Le parcours est tracé sur 261,4 kilomètres.

## Parcours

Profil du circuit

La course en ligne masculine des championnats a lieu sur un circuit difficile, technique et en centre-ville de 16,2 km. La course est composée de 16 tours pour un total de 261,4 km.

## Participation

### Système de sélection
La qualification est basée sur les performances sur l'UCI World Tour et les différents circuits continentaux de l'UCI entre janvier et août 2015. Les quotas sont déterminés en fonction des classements au 15 août 2015.
Les 45 pays suivants sont représentés :
| Nombre de coureurs      | Pays |
| ----------------------- | --- |
| 14 inscrits, 9 partants | Allemagne, Australie, Belgique, Colombie, Espagne, France, Grande-Bretagne, Italie, Pays-Bas |
| 9 inscrits, 6 partants  | Canada, Danemark, États-Unis, Norvège, Pologne, Tchéquie, Russie, Slovénie, Ukraine |
| 5 inscrits, 3 partants  | Afrique du Sud, Argentine, Autriche, Biélorussie, Brésil, Corée du Sud, Costa Rica, Croatie, Estonie, Irlande, Japon, Kazakhstan, Lituanie, Luxembourg, Nouvelle-Zélande, Portugal, Slovaquie, Suisse |
| 2 inscrits, 1 partant   | Bulgarie, Chili, Équateur, Érythrée, Grèce, Guatemala, Lettonie, Roumanie, Serbie |

## Programme
Les horaires sont ceux de l'Eastern Daylight Time (UTC-4).
| Date              | Horaire        |                 |
| ----------------- | -------------- | --------------- |
| 27 septembre 2015 | 9 h 00-14 h 50 | Course en ligne |
| 27 septembre 2015 | 15 h 10        | Cérémonie       |

## Classement
|                           | Coureur                | Pays             | Temps           |
| ------------------------- | ---------------------- | ---------------- | --------------- |
| Médaille d'or, monde      | Peter Sagan            | Slovaquie        | 6 h 14 min 37 s |
| Médaille d'argent, monde  | Michael Matthews       | Australie        | + 3 s           |
| Médaille de bronze, monde | Ramūnas Navardauskas   | Lituanie         | + 3 s           |
| 4                         | Alexander Kristoff     | Norvège          | + 3 s           |
| 5                         | Alejandro Valverde     | Espagne          | + 3 s           |
| 6                         | Simon Gerrans          | Australie        | + 3 s           |
| 7                         | Tony Gallopin          | France           | + 3 s           |
| 8                         | Michał Kwiatkowski     | Pologne          | + 3 s           |
| 9                         | Rui Costa              | Portugal         | + 3 s           |
| 10                        | Philippe Gilbert       | Belgique         | + 3 s           |
| 11                        | Tom Dumoulin           | Pays-Bas         | + 3 s           |
| 12                        | Alex Howes             | États-Unis       | + 3 s           |
| 13                        | Niki Terpstra          | Pays-Bas         | + 3 s           |
| 14                        | Rein Taaramäe          | Estonie          | + 3 s           |
| 15                        | Viatcheslav Kouznetsov | Russie           | + 3 s           |
| 16                        | Nélson Oliveira        | Portugal         | + 3 s           |
| 17                        | Yukiya Arashiro        | Japon            | + 3 s           |
| 18                        | Giacomo Nizzolo        | Italie           | + 3 s           |
| 19                        | Brent Bookwalter       | États-Unis       | + 3 s           |
| 20                        | Edvald Boasson Hagen   | Norvège          | + 3 s           |
| 21                        | Nacer Bouhanni         | France           | + 3 s           |
| 22                        | Ben Swift              | Royaume-Uni      | + 3 s           |
| 23                        | Greg Van Avermaet      | Belgique         | + 3 s           |
| 24                        | Tanel Kangert          | Estonie          | + 3 s           |
| 25                        | Andrey Amador          | Costa Rica       | + 3 s           |
| 26                        | Marco Haller           | Autriche         | + 12 s          |
| 27                        | Daniel Moreno          | Espagne          | + 12 s          |
| 28                        | Silvan Dillier         | Suisse           | + 12 s          |
| 29                        | John Degenkolb         | Allemagne        | + 15 s          |
| 30                        | Luis León Sánchez      | Espagne          | + 15 s          |
| 31                        | Steve Cummings         | Royaume-Uni      | + 15 s          |
| 32                        | Rigoberto Urán         | Colombie         | + 18 s          |
| 33                        | Matti Breschel         | Danemark         | + 21 s          |
| 34                        | Matteo Trentin         | Italie           | + 21 s          |
| 35                        | Tom Boonen             | Belgique         | + 21 s          |
| 36                        | Pavel Brutt            | Russie           | + 21 s          |
| 37                        | Alexey Tsatevitch      | Russie           | + 28 s          |
| 38                        | Arnaud Démare          | France           | + 32 s          |
| 39                        | Tomasz Marczyński      | Pologne          | + 40 s          |
| 40                        | Sam Bennett            | Irlande          | + 40 s          |
| 41                        | Karel Hník             | Tchéquie         | + 40 s          |
| 42                        | Vincenzo Nibali        | Italie           | + 40 s          |
| 43                        | Zdeněk Štybar          | Tchéquie         | + 40 s          |
| 44                        | Heinrich Haussler      | Australie        | + 40 s          |
| 45                        | Lars Bak               | Danemark         | + 55 s          |
| 46                        | Andriy Grivko          | Ukraine          | + 55 s          |
| 47                        | Luka Pibernik          | Slovénie         | + 55 s          |
| 48                        | Luka Mezgec            | Slovénie         | + 55 s          |
| 49                        | Mykhaylo Kononenko     | Ukraine          | + 55 s          |
| 50                        | Daryl Impey            | Afrique du Sud   | + 55 s          |
| 51                        | Ian Stannard           | Royaume-Uni      | + 55 s          |
| 52                        | Juan José Lobato       | Espagne          | + 55 s          |
| 53                        | Ben King               | États-Unis       | + 55 s          |
| 54                        | Michał Gołaś           | Pologne          | + 55 s          |
| 55                        | Sergey Lagutin         | Russie           | + 55 s          |
| 56                        | Jon Izagirre           | Espagne          | + 55 s          |
| 57                        | Adam Yates             | Royaume-Uni      | + 55 s          |
| 58                        | Greg Henderson         | Nouvelle-Zélande | + 55 s          |
| 59                        | Maciej Paterski        | Pologne          | + 1 min 10 s    |
| 60                        | Kanstantsin Sivtsov    | Biélorussie      | + 1 min 38 s    |
| 61                        | Antoine Duchesne       | Canada           | + 1 min 50 s    |
| 62                        | Ilnur Zakarin          | Russie           | + 1 min 55 s    |
| 63                        | Alexey Lutsenko        | Kazakhstan       | + 2 min 2 s     |
| 64                        | Sep Vanmarcke          | Belgique         | + 2 min 8 s     |
| 65                        | Maximiliano Richeze    | Argentine        | + 2 min 9 s     |
| 66                        | Michael Albasini       | Suisse           | + 2 min 15 s    |
| 67                        | Michael Valgren        | Danemark         | + 2 min 50 s    |
| 68                        | Carlos Quintero        | Colombie         | + 2 min 50 s    |
| 69                        | Bauke Mollema          | Pays-Bas         | + 2 min 50 s    |
| 70                        | Arman Kamyshev         | Kazakhstan       | + 2 min 50 s    |
| 71                        | Jens Keukeleire        | Belgique         | + 2 min 50 s    |
| 72                        | Vegard Stake Laengen   | Norvège          | + 2 min 50 s    |
| 73                        | Adam Hansen            | Australie        | + 2 min 50 s    |
| 74                        | Rafał Majka            | Pologne          | + 2 min 50 s    |
| 75                        | Mickaël Delage         | France           | + 2 min 50 s    |
| 76                        | Grégory Rast           | Suisse           | + 2 min 50 s    |
| 77                        | Mathew Hayman          | Australie        | + 2 min 50 s    |
| 78                        | Michael Mørkøv         | Danemark         | + 2 min 50 s    |
| 79                        | Tyler Farrar           | États-Unis       | + 3 min 0 s     |
| 80                        | Tiesj Benoot           | Belgique         | + 3 min 35 s    |
| 81                        | Lars Boom              | Pays-Bas         | + 3 min 35 s    |
| 82                        | Manuel Quinziato       | Italie           | + 3 min 41 s    |
| 83                        | Daniele Bennati        | Italie           | + 3 min 41 s    |
| 84                        | Fabio Felline          | Italie           | + 3 min 41 s    |
| 85                        | Taylor Phinney         | États-Unis       | + 3 min 41 s    |
| 86                        | Grega Bole             | Slovénie         | + 3 min 45 s    |
| 87                        | Sebastian Langeveld    | Pays-Bas         | + 3 min 45 s    |
| 88                        | Tony Martin            | Allemagne        | + 4 min 0 s     |
| 89                        | Elia Viviani           | Italie           | + 5 min 18 s    |
| 90                        | Simon Geschke          | Allemagne        | + 5 min 23 s    |
| 91                        | Robert Gesink          | Pays-Bas         | + 6 min 43 s    |
| 92                        | Stijn Vandenbergh      | Belgique         | + 6 min 43 s    |
| 93                        | Ryan Anderson          | Canada           | + 6 min 43 s    |
| 94                        | Michael Woods          | Canada           | + 6 min 43 s    |
| 95                        | Sergey Chernetskiy     | Russie           | + 6 min 43 s    |
| 96                        | Dylan van Baarle       | Pays-Bas         | + 6 min 43 s    |

|     | Coureur                     | Pays             | Temps         |
| --- | --------------------------- | ---------------- | ------------- |
| 97  | Jan Bárta                   | Tchéquie         | + 6 min 43 s  |
| 98  | Jiří Polnický               | Tchéquie         | + 6 min 43 s  |
| 99  | Pim Ligthart                | Pays-Bas         | + 6 min 43 s  |
| 100 | Cyril Lemoine               | France           | + 6 min 43 s  |
| 101 | Scott Thwaites              | Royaume-Uni      | + 6 min 43 s  |
| 102 | Diego Ulissi                | Italie           | + 6 min 43 s  |
| 103 | Paul Voss                   | Allemagne        | + 8 min 12 s  |
| 104 | Paul Martens                | Allemagne        | + 10 min 47 s |
| 105 | André Greipel               | Allemagne        | + 10 min 47 s |
| 106 | Marcel Sieberg              | Allemagne        | + 10 min 47 s |
| 107 | Guillaume Boivin            | Canada           | + 11 min 11 s |
| 108 | Radoslav Rogina             | Croatie          | + 11 min 11 s |
| 109 | Lawson Craddock             | États-Unis       | + 12 min 56 s |
| 110 | Gatis Smukulis              | Lettonie         | + 13 min 58 s |
|     | Joaquim Rodríguez           | Espagne          | DNF           |
|     | Florian Vachon              | France           | DNF           |
|     | Simon Clarke                | Australie        | DNF           |
|     | Mitchell Docker             | Australie        | DNF           |
|     | Kristijan Đurasek           | Croatie          | DNF           |
|     | Georg Preidler              | Autriche         | DNF           |
|     | Christian Knees             | Allemagne        | DNF           |
|     | Reinardt Janse van Rensburg | Afrique du Sud   | DNF           |
|     | Jay McCarthy                | Australie        | DNF           |
|     | Luke Durbridge              | Australie        | DNF           |
|     | Roman Kreuziger             | Tchéquie         | DNF           |
|     | Luke Rowe                   | Royaume-Uni      | DNF           |
|     | Christopher Juul-Jensen     | Danemark         | DNF           |
|     | Rasmus Guldhammer           | Danemark         | DNF           |
|     | Nikolas Maes                | Belgique         | DNF           |
|     | Imanol Erviti               | Espagne          | DNF           |
|     | Rubén Plaza                 | Espagne          | DNF           |
|     | Denys Kostyuk               | Ukraine          | DNF           |
|     | Lars Petter Nordhaug        | Norvège          | DNF           |
|     | Kōhei Uchima                | Japon            | DNF           |
|     | Ruslan Tleubayev            | Kazakhstan       | DNF           |
|     | Sébastien Minard            | France           | DNF           |
|     | Juraj Sagan                 | Slovaquie        | DNF           |
|     | Michal Kolář                | Slovaquie        | DNF           |
|     | Kristijan Koren             | Slovénie         | DNF           |
|     | Lluís Mas                   | Espagne          | DNF           |
|     | Borut Božič                 | Slovénie         | DNF           |
|     | Vasil Kiryienka             | Biélorussie      | DNF           |
|     | Juan Carlos Rojas           | Costa Rica       | DNF           |
|     | Ryan Roth                   | Canada           | DNF           |
|     | Jarlinson Pantano           | Colombie         | DNF           |
|     | Johannes Fröhlinger         | Allemagne        | DNF           |
|     | Gediminas Bagdonas          | Lituanie         | DNF           |
|     | Petr Vakoč                  | Tchéquie         | DNF           |
|     | Sven Erik Bystrøm           | Norvège          | DNF           |
|     | Iljo Keisse                 | Belgique         | DNF           |
|     | José Gonçalves              | Portugal         | DNF           |
|     | Winner Anacona              | Colombie         | DNF           |
|     | Alex Cano                   | Colombie         | DNF           |
|     | Mekseb Debesay              | Érythrée         | DNF           |
|     | Manuel Rodas                | Guatemala        | DNF           |
|     | Julien Simon                | France           | DNF           |
|     | Vitaliy Buts                | Ukraine          | DNF           |
|     | Andrew Fenn                 | Royaume-Uni      | DNF           |
|     | Lukas Pöstlberger           | Autriche         | DNF           |
|     | Julian Alaphilippe          | France           | DNF           |
|     | Maciej Bodnar               | Pologne          | DNF           |
|     | Oleksandr Polivoda          | Ukraine          | DNF           |
|     | Polychrónis Tzortzákis      | Grèce            | DNF           |
|     | Edwin Ávila                 | Colombie         | DNF           |
|     | Conor Dunne                 | Irlande          | DNF           |
|     | Evaldas Šiškevičius         | Lituanie         | DNF           |
|     | Byron Guamá                 | Équateur         | DNF           |
|     | Kléber Ramos                | Brésil           | DNF           |
|     | Fumiyuki Beppu              | Japon            | DNF           |
|     | Miguel Ángel López          | Colombie         | DNF           |
|     | Hugo Houle                  | Canada           | DNF           |
|     | Alex Dowsett                | Royaume-Uni      | DNF           |
|     | Jesse Sergent               | Nouvelle-Zélande | DNF           |
|     | Carlos Alzate               | Colombie         | DNF           |
|     | Tomáš Bucháček              | Tchéquie         | DNF           |
|     | Serghei Țvetcov             | Roumanie         | DNF           |
|     | Sam Bewley                  | Nouvelle-Zélande | DNF           |
|     | Laurent Didier              | Luxembourg       | DNF           |
|     | Daniel Jaramillo            | Colombie         | DNF           |
|     | Marko Kump                  | Slovénie         | DNF           |
|     | Vegard Breen                | Norvège          | DNF           |
|     | Yauheni Hutarovich          | Biélorussie      | DNF           |
|     | Jos van Emden               | Pays-Bas         | DNF           |
|     | Jempy Drucker               | Luxembourg       | DNF           |
|     | Ivan Stević                 | Serbie           | DNF           |
|     | Daniel Oss                  | Italie           | DNF           |
|     | Andriy Khripta              | Ukraine          | DNF           |
|     | Nikolay Mihaylov            | Bulgarie         | DNF           |
|     | Park Sung-baek              | Corée du Sud     | DNF           |
|     | Gonzalo Garrido             | Chili            | DNF           |
|     | Alex Kirsch                 | Luxembourg       | DNF           |
|     | Daniel Díaz                 | Argentine        | DNF           |
|     | Seo Joon-yong               | Corée du Sud     | DNF           |
|     | Antonio Garnero             | Brésil           | DNF           |
|     | César Rojas                 | Costa Rica       | DNF           |
|     | Jacobus Venter              | Afrique du Sud   | DNS           |